# Parkia

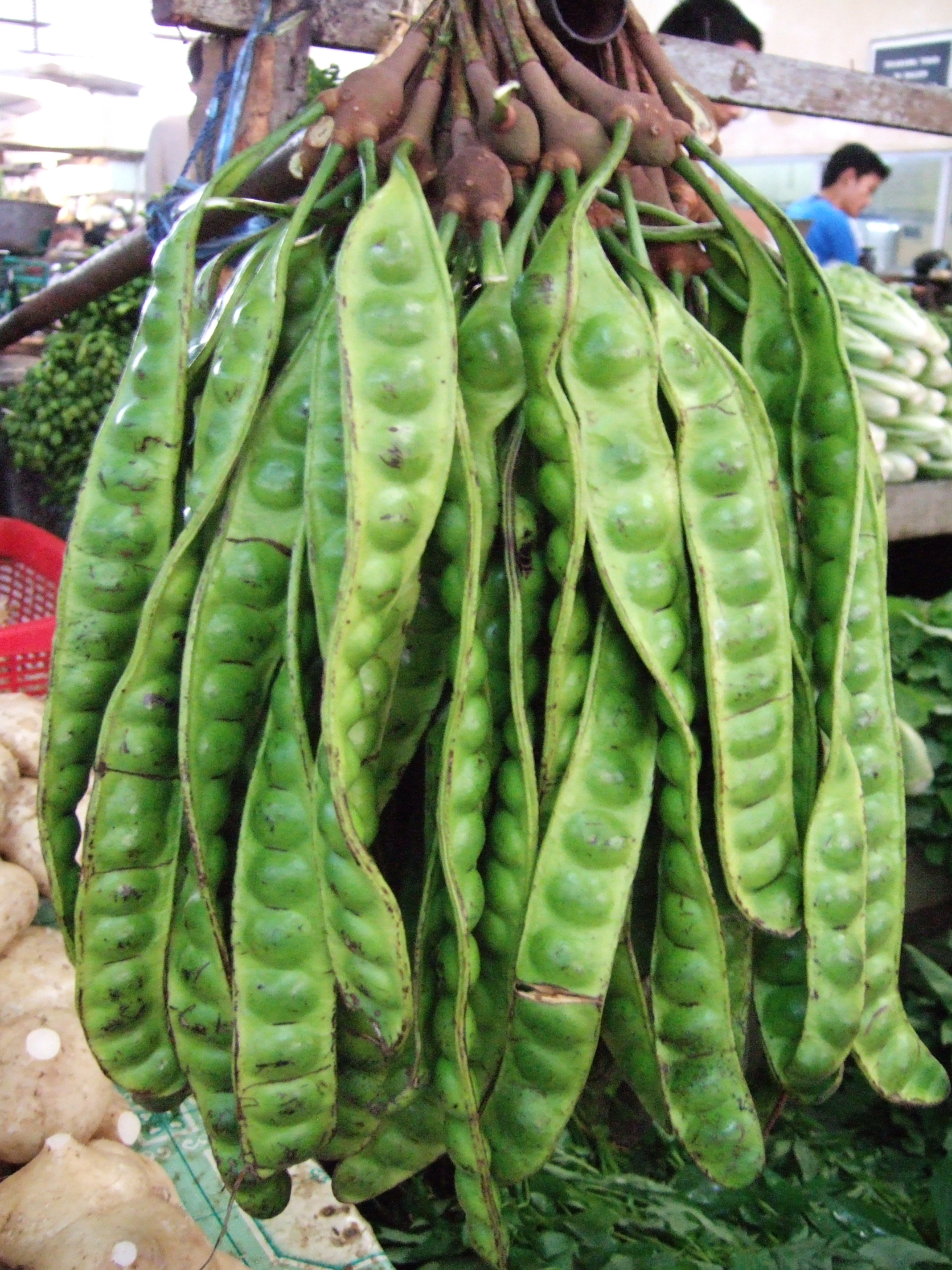
Owoce parkii wspaniałej

Parkia (Parkia) – rodzaj rośliny z rodziny bobowych (podrodzina brezylkowe, dawniej tradycyjnie mimozowe). Obejmuje ok. 30-35 gatunków spotykanych w całej strefie równikowej. Do gatunków uprawianych ze względu na jadalne nasiona należy parkia wspaniała.

## Morfologia
Drzewa o liściach podwójnie pierzastych. Kwiaty bardzo liczne, zebrane w kuliste kwiatostany. Obupłciowe i płodne znajdują się w górnej części kwiatostanu, podczas gdy w dolnej obecne są kwiaty tylko męskie lub płonne. Kielich i korona pięciokrotne, pręcików jest 10. Owocem jest strąk wydłużony i ścieśniony, z licznymi owalnymi nasionami. 

## Systematyka
Pozycja systematyczna
Jeden z rodzajów tradycyjnie zaliczanych do podrodziny mimozowych Mimosaceae w rodzinie bobowatych Fabaceae s.l. W 2017 mimozowe umieszczone zostały w podrodzinie brezylkowych Caesalpinioideae.
Wykaz gatunków
- Parkia bahiae H.C.Hopkins
- Parkia balslevii H.C.Hopkins
- Parkia barnebyana H.C.Hopkins
- Parkia bicolor A.Chev.
- Parkia biglandulosa Wight & Arn.
- Parkia biglobosa (Jacq.) G.Don
- Parkia cachimboensis H.C.Hopkins
- Parkia decussata Ducke
- Parkia discolor Benth.
- Parkia filicina (Willd.) Walp.
- Parkia filicoidea Oliv.
- Parkia gigantocarpa Ducke
- Parkia igneiflora Ducke
- Parkia intermedia Hassk.
- Parkia javanica (Lam.) Merr.
- Parkia korom Kaneh.
- Parkia leiophylla Kurz
- Parkia lutea H.C.Hopkins
- Parkia madagascariensis R.Vig.
- Parkia multijuga Benth.
- Parkia nitida Miq.
- Parkia panurensis H.C.Hopkins
- Parkia paraensis Ducke
- Parkia parrii Baker
- Parkia parvifoliola Hosok.
- Parkia paya H.C.Hopkins
- Parkia pendula (Willd.) Walp.
- Parkia perrieri (Drake) Palacky
- Parkia platycephala Benth.
- Parkia reticulata Ducke
- Parkia sherfeseei Merr.
- Parkia singularis Miq.
- Parkia speciosa Hassk. – parkia wspaniała
- Parkia sumatrana Miq.
- Parkia timoriana (DC.) Merr.
- Parkia truncata Cowan
- Parkia ulei (Harms) Kuhlm.
- Parkia velutina Benoist
- Parkia versteeghii Merr. & L.M.Perry